# Rinascimento urbinate

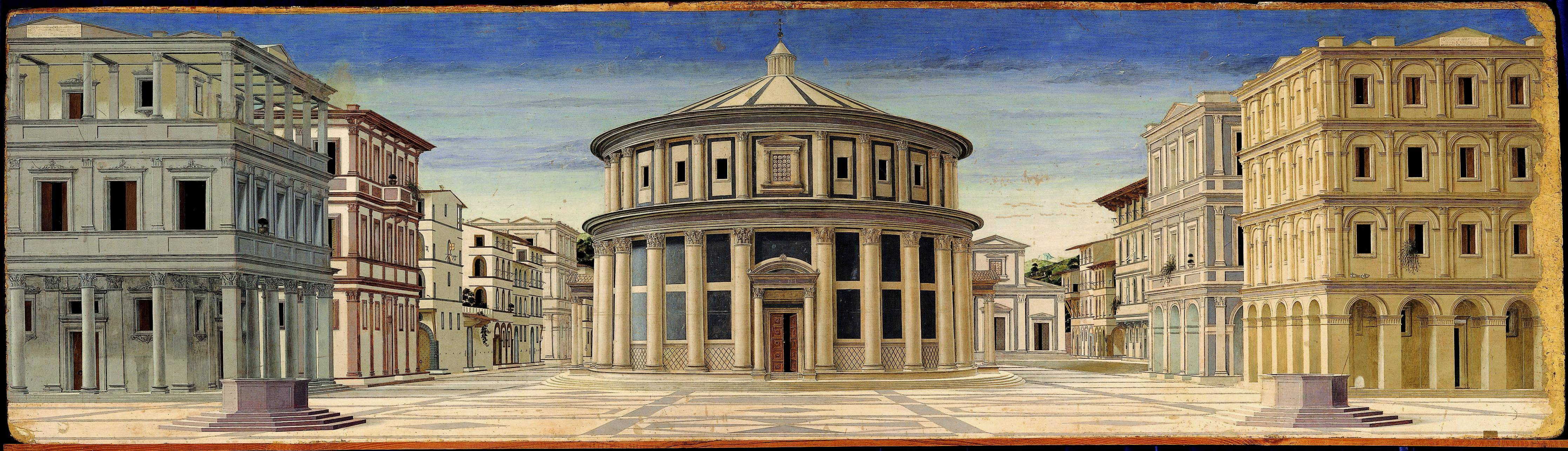
Anonimo fiorentino, Città ideale di Urbino (1480-1490 circa), Galleria Nazionale delle Marche, Urbino

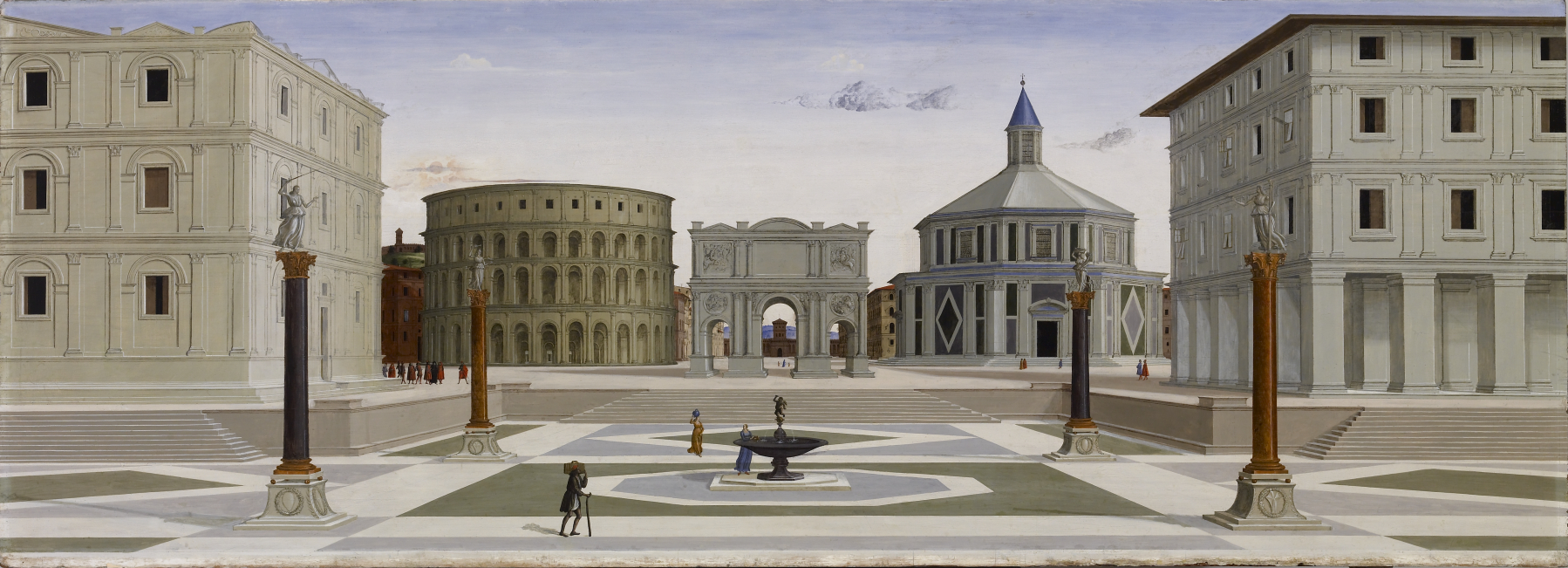
Anonimo fiorentino, Città ideale di Baltimora (1470-1480 circa), Walters Art Museum, Baltimora

Il Rinascimento a Urbino fu una delle declinazioni fondamentali del primo Rinascimento italiano. 
Durante la signoria di Federico da Montefeltro, dal 1444 al 1482, si sviluppò a corte un clima artistico fertile e vitale, grazie agli scambi culturali con numerosi centri della penisola e anche esteri, soprattutto fiamminghi.Il movimento culturale a Urbino si esauriva all'interno della corte, attorno al suo raffinatissimo principe, e pur elaborando soluzioni avanzatissime e d'avanguardia, non generò una vera e propria scuola locale, anche per il ricorso soprattutto ad artisti stranieri. Nonostante ciò il linguaggio urbinate, in virtù proprio della circolazione degli artisti, conobbe un'ampia diffusione, che ne fece una delle declinazioni chiave del Rinascimento italiano. Tra le caratteristiche base della sua cultura umanistica ci furono il tono inconfondibile fatto di misura e rigore, che ebbe protagonisti come Piero della Francesca, Luciano Laurana, Giusto di Gand, Pedro Berruguete, Francesco di Giorgio Martini, Fra Diamante.
Secondo lo storico francese André Chastel, il Rinascimento urbinate, detto "matematico", fu una delle tre componenti fondamentali del Rinascimento delle origini, assieme a quello fiorentino, "filologico e filosofico", e quello padovano, "epigrafico ed archeologico". Dei tre era quello "più strettamente connesso alle arti".
Nell'avvicinarsi al XVI secolo la città, pur restando un'isola di cultura raffinatissima, vide un impoverimento della sua vitalità nelle arti figurative. Nonostante ciò, a Urbino nacque e fece i primissimi passi uno dei grandi geni del Rinascimento maturo: Raffaello Sanzio. Da un punto di vista culturale e letterario invece Urbino restò a lungo uno degli ambienti più stimolanti d'Italia, come testimonia Baldassarre Castiglione, che alla corte di Guidobaldo ed Elisabetta da Montefeltro ambientò il suo Cortegiano. 

## Contesto storico e culturale

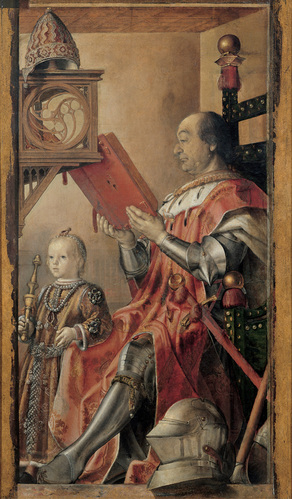
Pedro Berruguete, Ritratto di Federico da Montefeltro col figlio Guidobaldo (1475 circa), Galleria nazionale delle Marche, Urbino

Federico da Montefeltro, condottiero di successo, diplomatico abilissimo e patrono entusiasta di arti e letteratura, fu il responsabile della trasformazione del Ducato di Urbino da capoluogo di un territorio economicamente depresso a centro artistico tra i più fecondi e raffinati dell'epoca. 
Nel 1444 Federico prese il potere dopo la morte del fratello Oddantonio in una congiura.
All'epoca era un capitano di ventura tra i più richiesti, ma aveva ricevuto anche una rara educazione umanistica a Mantova, a cura di Vittorino da Feltre. Dal maestro assorbì l'interesse per la matematica, che avrebbe segnato gran parte dei suoi interessi culturali e delle sue committenze artistiche, e di riflesso per l'architettura, ritenuta fondata sull'aritmetica e sulla geometria. Da ciò nacque l'interpretazione di André Chastel di Urbino come corte dell'Umanesimo matematico, che ebbe in Piero della Francesca il suo più grande interprete e alla cui influenza può essere riferita l'opera di Bartolomeo della Gatta, l'unico ad Urbino che sembrava capire Piero. 
Federico mise mano ai problemi politici impellenti e iniziò una riorganizzazione dello Stato, che prevedeva anche una ristrutturazione della città secondo un'impronta moderna, confortevole, razionale e bella. Tutti i suoi sforzi, nei quasi quarant'anni di governo, furono tesi a questo scopo che, grazie alle sue straordinarie doti unite a una notevole fortuna, arrivò a un soffio dalla piena realizzazione. Il punto di riferimento in questo ambizioso progetto culturale fu subito Firenze e le sue novità legate all'umanesimo e al Rinascimento. Con la città toscana, già dal 1444, si stabilì un'alleanza e un clima di reciproca protezione, che facilitò lo scambio di artisti e personalità. 
Federico chiamò alla sua corte Leon Battista Alberti, Paolo Uccello, Luciano Laurana, Francesco di Giorgio Martini, che per lui scrisse il Trattato di architettura, e il matematico Luca Pacioli. Grande fu anche l'interesse per la pittura fiamminga, a partire dagli anni Settanta, tanto che il duca chiamò a lavorare presso di lui artisti come Pedro Berruguete e Giusto di Gand, che svilupparono un felice dialogo tra la tradizione figurativa nordica "realista" e quella italiana "sintetica". Giovanni Santi, padre di Raffaello, scrisse un resoconto poetico dei principali artisti del periodo. 
A palazzo si discuteva sulla forma che dovesse avere la "città ideale", sulla prospettiva, sull'eredità storica e morale degli "uomini illustri". 
Famosa la biblioteca del Duca, organizzata dall'umanista Vespasiano da Bisticci, ricca di codici dalle pregevoli pagine miniate.
Federico, attraverso le descrizioni di Baldassarre Castiglione ne Il Cortegiano, introdusse i caratteri del cosiddetto "gentiluomo" in Europa, che rimasero pienamente in voga fino al XX secolo.

## Architettura, urbanistica, scultura
La prima impresa rinascimentale a Urbino fu il portale della chiesa di San Domenico, creato nel 1449 in maniera simile a un arco trionfale romano da Maso di Bartolomeo, chiamato in città tramite l'intercessione di Fra Carnevale, un pittore urbinate inviato forse dallo stesso Federico nella bottega di Filippo Lippi, uno dei tre più famosi pittori fiorentini dell'epoca (con Beato Angelico e Domenico Veneziano). Maso era un architetto, scultore ed orafo fiorentino, già formatosi nella bottega di Donatello e Michelozzo, con i quali aveva lavorato al Duomo di Prato.

### Palazzo Ducale e la città
(Baldassarre Castiglione, Il Cortegiano, I, 2)
Il progetto più ambizioso di Federico da Montefeltro fu la costruzione di Palazzo Ducale e, di pari passo, la sistemazione urbanistica di Urbino, facendone la città "del principe". 
Prima degli interventi di Federico, Urbino si presentava come una cittadina arroccata su due colli contigui, dalla forma allungata e irregolare cinta da un giro di mura. L'asse viario principale tagliava la città lungo la parte più bassa tra i due colli, conducendo da un lato verso il mare e dall'altro verso i passi appenninici per Perugia e il Lazio. La residenza ducale era un semplice palazzo sul colle meridionale, al quale si aggiungeva un vicino castellare, sull'orlo del dirupo verso la Porta Valbona. 

#### La prima fase: Maso di Bartolomeo

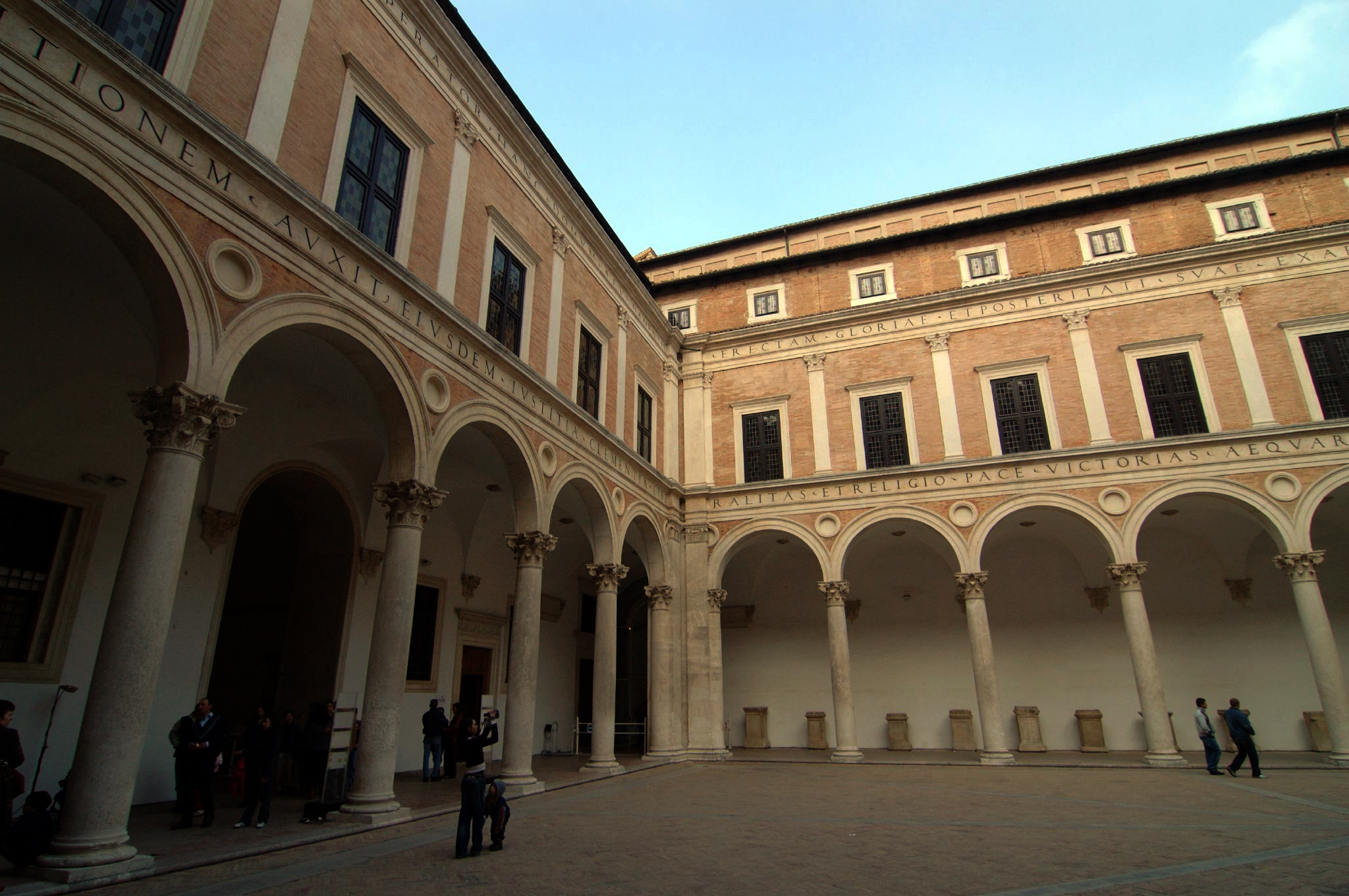
Il cortile

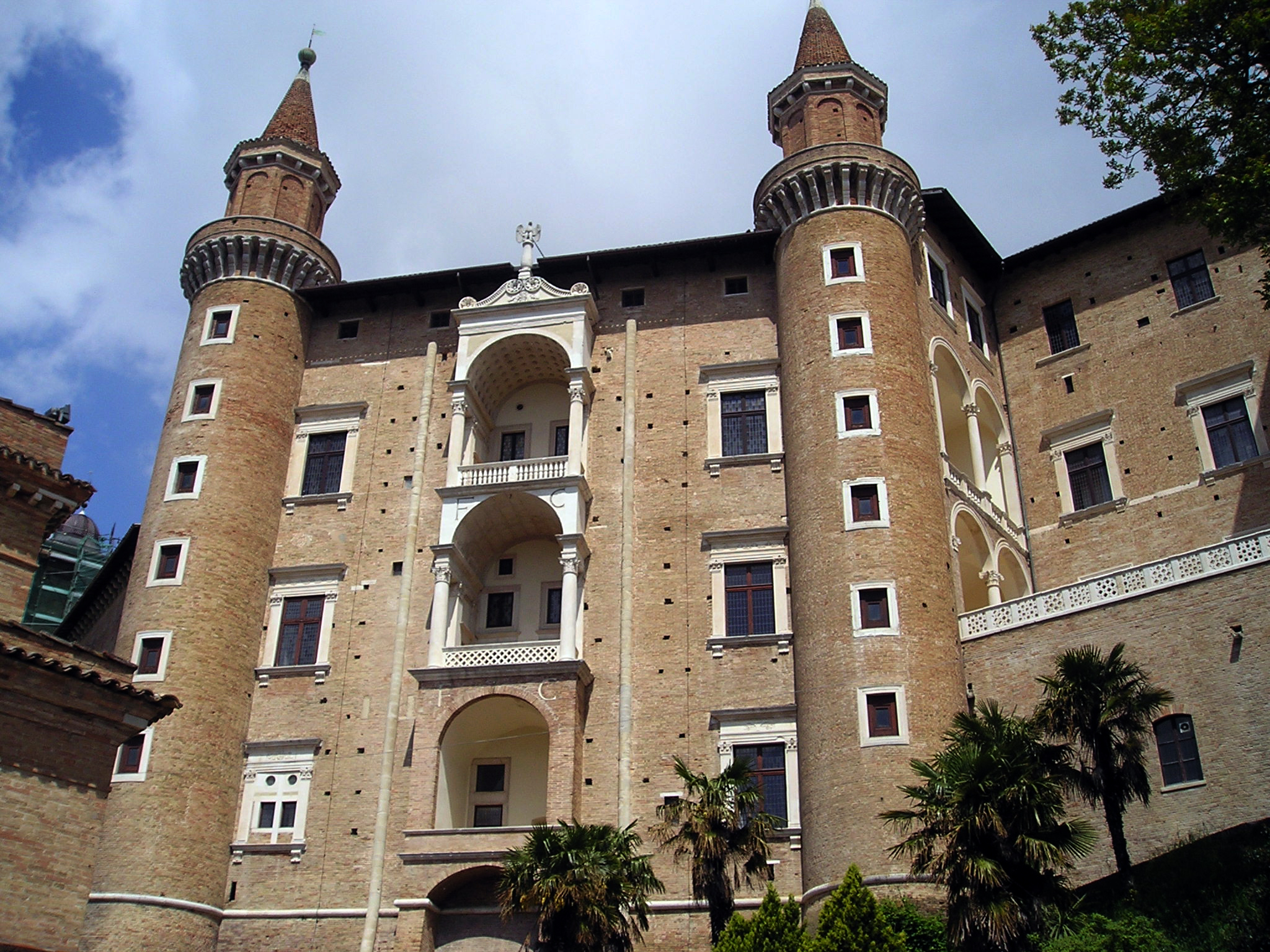
Facciata dei Torricini

Nel 1445 circa Federico fece innanzitutto congiungere i due edifici ducali antichi, chiamando architetti fiorentini (capeggiati da Maso di Bartolomeo) che edificassero un palazzo intermedio. Il risultato fu il palazzetto della Jole, a tre piani, in stile austero semplice e tipicamente toscano. L'interno venne decorato con alcuni sobri accenti antichizzanti negli arredi, come nei fregi e nei camini, incentrati sulla celebrazione di Ercole e delle virtù belliche.

#### La seconda fase: Luciano Laurana
Negli anni Sessanta il progetto del palazzo venne mutato, per farne anche sede amministrativa e luogo dove ospitare personaggi illustri. Dal 1466 circa i lavori passarono infatti a un nuovo architetto, il dalmata Luciano Laurana. Fulcro del nuovo assetto fu il vasto cortile porticato, che raccordava gli edifici precedenti. Il cortile ha forme armoniose e classiche, con un portico con archi a tutto sesto, oculi e colonne corinzie al pian terreno, mentre il piano nobile è scandito da lesene e finestre architravate. Lungo i primi due marcapiano corrono iscrizioni in capitali romane, il carattere epigrafico classico, così come classici, per la precisione copiati da esemplari flavi, sono i capitelli. 
Da questo nucleo il palazzo venne poi dilatato verso la città e in direzione opposta. La facciata verso la città ebbe una forma "a libro aperto" (a "L") su piazzale Duca Federico, che venne appositamente sistemato da Francesco di Giorgio Martini e in seguito chiuso sul lato nord dalla fiancata del duomo. Il palazzo diventava così il fulcro del tessuto urbano senza operare strappi e sottomettendo, con la sua presenza, anche la vicina autorità religiosa. 
Il fronte a strapiombo su Valbona venne, invece, completato con la cosiddetta "facciata dei Torricini", leggermente ruotata verso ovest rispetto agli assi ortogonali del palazzo. Deve il suo nome alle due torri che affiancano la facciata alta e stretta, ma ingentilita al centro dal ritmo ascensionale di tre logge sovrapposte, che ripetono ciascuna lo schema dell'arco di trionfo. La facciata dei Torricini non guarda verso l'abitato ma verso l'esterno, per questo fu possibile una maggiore libertà stilistica, senza doversi curare dell'integrazione con edifici antecedenti, inoltre la sua presenza imponente è ben visibile anche da lontano, come simbolo del prestigio ducale.

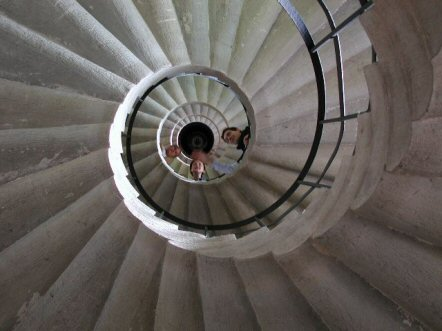
La rampa elicoidale, vista dal basso

#### La terza fase: Francesco di Giorgio
Nel 1472 subentrò nella direzione dei lavori Francesco di Giorgio Martini, che completò la facciata a "L", curò gli spazi privati, le logge, il giardino pensile e forse il secondo piano del cortile, oltre al raccordo con le strutture sottostanti fuori le mura. Ai piedi del dirupo si trovava infatti un ampio spiazzo, detto "Mercatale" poiché sede di mercato, dove Francesco di Giorgio creò la rampa elicoidale, che permetteva a carri e  cavalli di raggiungere il palazzo e la "Data", ovvero le grandi scuderie poste a metà altezza. 
Negli spazi interni curati da Francesco di Giorgio si nota un cambiamento di gusto, improntato a una decorazione più sontuosa e astratta. Nonostante queste differenze il palazzo riuscì nell'intento quasi miracoloso di coniugare con equilibrio le varie parti in un complesso asimmetrico, condizionato dalle irregolarità del terreno e dagli edifici preesistenti, nel quale il rigore delle singole parti bilancia la mancanza di un progetto unitario.

### San Bernardino
Fuori dal palazzo fu Francesco di Giorgio Martini ad approfondire alcune problematiche derivate dalle riflessioni sviluppate a corte. Ne è un esempio la chiesa di San Bernardino, eretta tra il 1482 e il 1491 circa per disposizione testamentaria del Duca, che intendeva esservi sepolto. L'architetto usò una pianta a croce latina a navata unica, con un piedicroce coperto da volta a botte che si innesta sul presbiterio a base rettangolare (leggermente più schiacciata sul lato del transetto, altrimenti somigliante del tutto a un quadrato), dove si aprivano in origine tre absidi semicircolari (quella dietro l'altare maggiore venne poi abbattuta e sostituita da una nicchia rettangolare voltata a botte. L'effetto era quello della "tricora", di ispirazione tardoantica, realizzata però con una nitidezza spaziale tipica della cultura urbinate. L'esterno è quasi spoglio, con paramento in laterizio movimentato solo dalle cornici marcapiano, dalle finestre e dal portale. L'interno è, invece, caratterizzato dalle campiture murarie pressoché nude, articolate dai pieni e vuoti dei volumi e con pochi dettagli di raffinata preziosità, come le modanature grigie sugli snodi strutturali (di brunelleschiana memoria), o le colonne su alti plinti che sorreggono la cupola e ne rendono leggibile lo scarico a terra del peso. L'iscrizione a lettere capitali romane corre su tutto il perimetro e ricorda da vicino quella del cortile d'onore di palazzo Ducale.

### Rocche militari

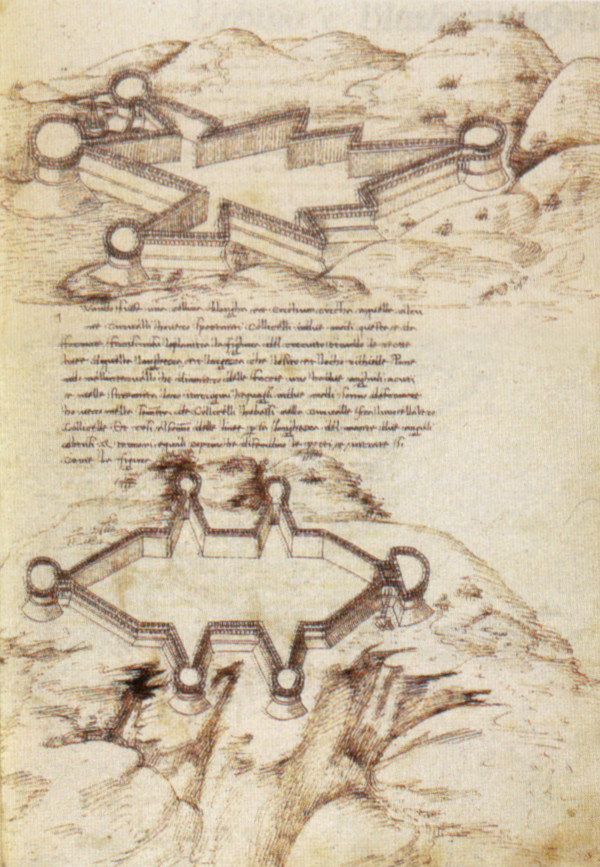
Francesco di Giorgio Martini, Trattato di architettura, disegno di fortezze (seconda metà XV secolo), BNCF Cod magliabechiano II, I. 141, f.58 r, Firenze

Mentre era a Urbino Francesco di Giorgio Martini scrisse anche il Trattato di architettura, ingegneria e arte militare, dove erano prese in considerazione le varie tipologie architettoniche con un ampio ricorso a illustrazioni create dallo stesso artista. Lo studio dei monumenti e dei testi base dell'architettura antica veniva attualizzato con un atteggiamento più elastico, aperto alle soluzioni concrete dei problemi e allo sperimentalismo. Nella pratica quest'attitudine si riscontrò nella creazione di numerose rocche militari commissionate da Federico per la difesa del Ducato. Anche se molti di quegli edifici sono andati distrutti o pesantemente modificati, restano pressoché integre San Leo, Mondavio e Sassocorvaro, che testimoniano come le funzioni offensive e difensive siano integrate specificamente con l'orografia dei siti, grazie a intuizioni empiriche spesso geniali, che mettono da parte le complesse piante geometriche o zoomorfe rappresentate nel Trattato. Le rocche sono spesso composte come aggregazioni libere di solidi elementari (come i torrioni cilindrici), ideali per la difesa passiva dei proiettili. Pochi e sottilmente raffinati sono i decori formali, come le cornici marcapiano che avvolgono elasticamente i perimetri o i beccatelli infittiti che reggono i camminatoi animando le cortine murarie lisce. 

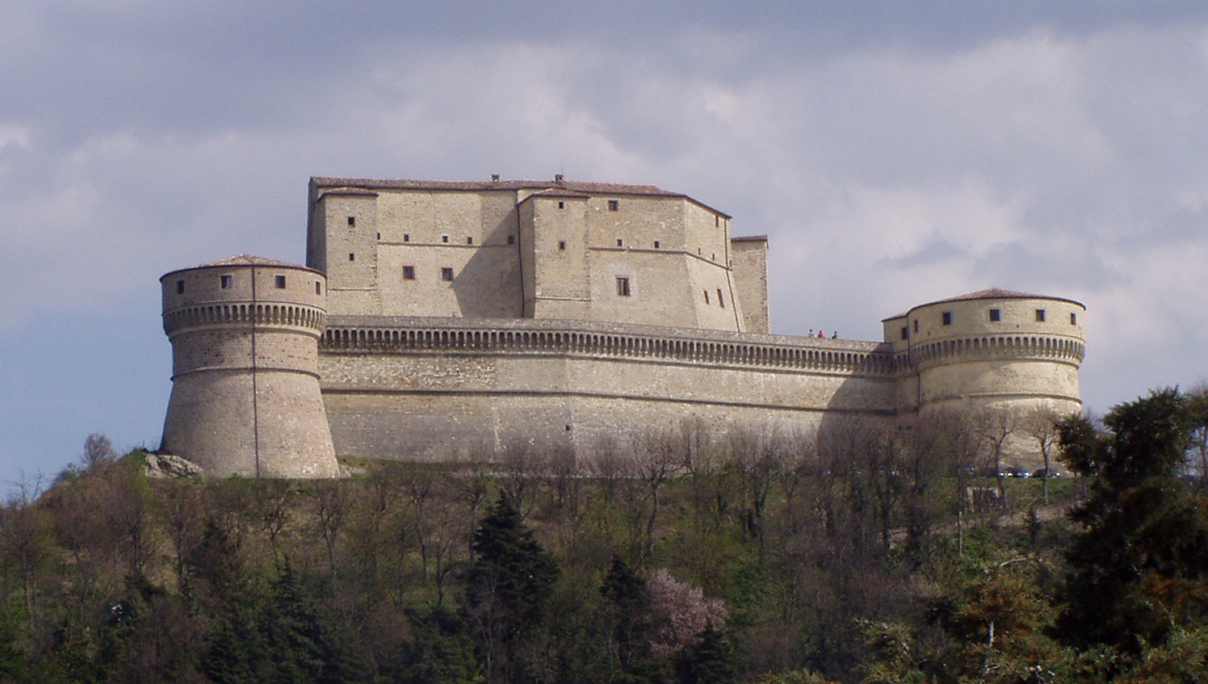
San Leo
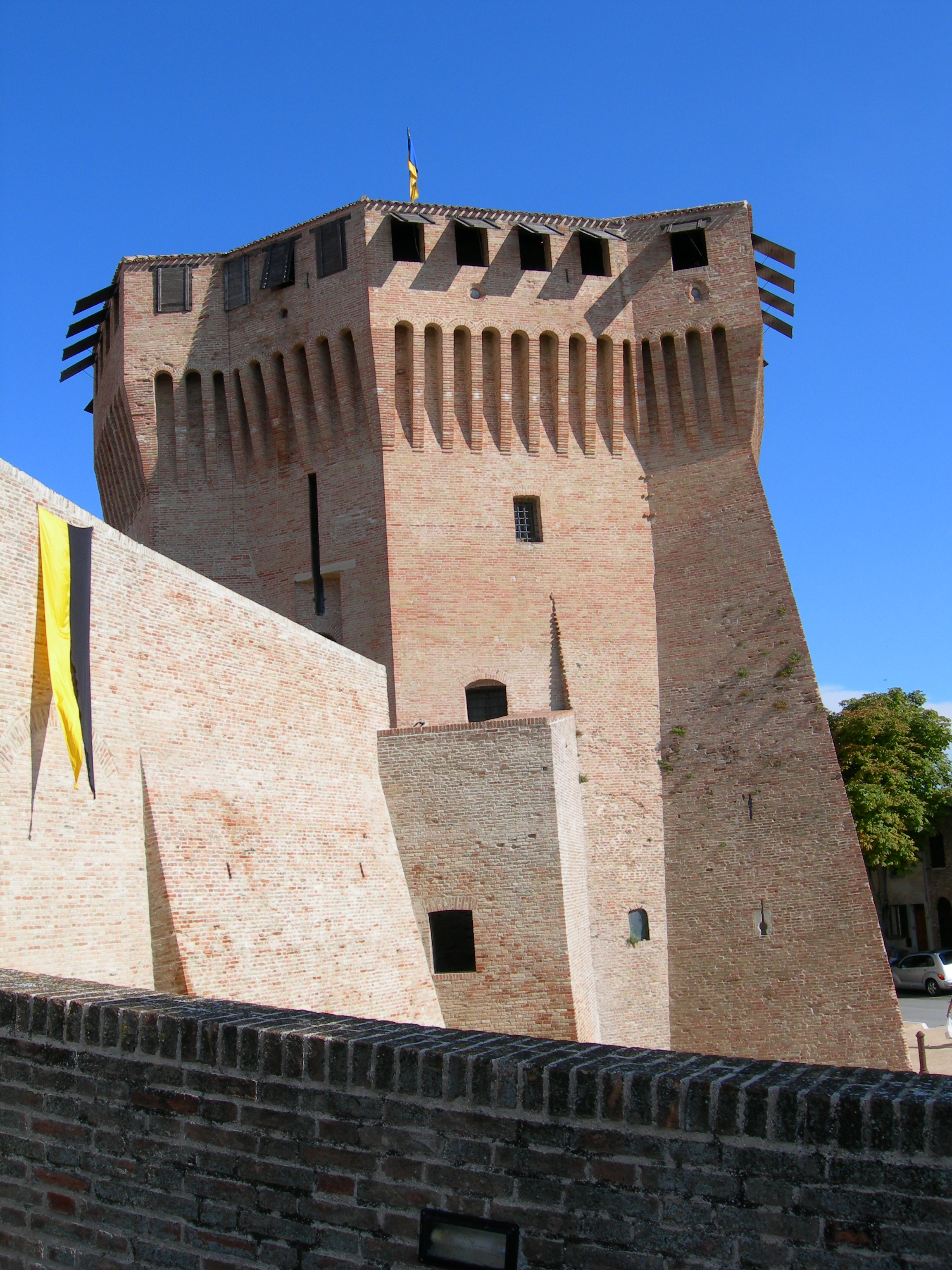
Mondavio
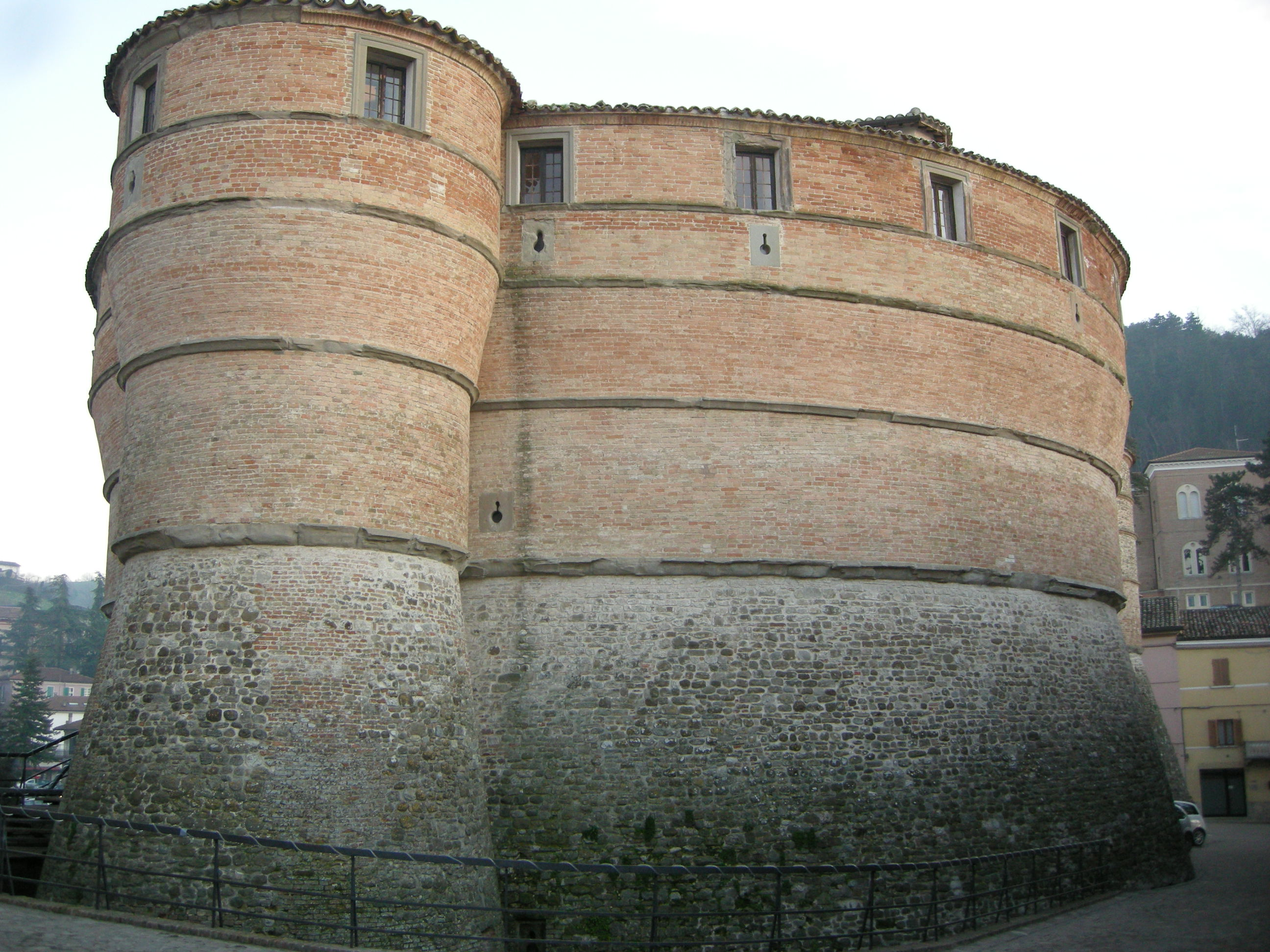
Sassocorvaro

## Pittura e tarsia
La scuola locale di pittura fu inizialmente dominata da Fra Carnevale, allievo di Filippo Lippi e da vari maestri di passaggio, tra i quali Paolo Uccello, che visse ad Urbino tra il 1467 e il 1468 per dipingere la Predella dell'Ostia Profanata. Secondo Vasari comunque in città fu presente fin dall'epoca di Guidantonio da Montefeltro pure Piero della Francesca, le cui prime tracce documentarie in città risalgono però al 1469.

### Piero della Francesca

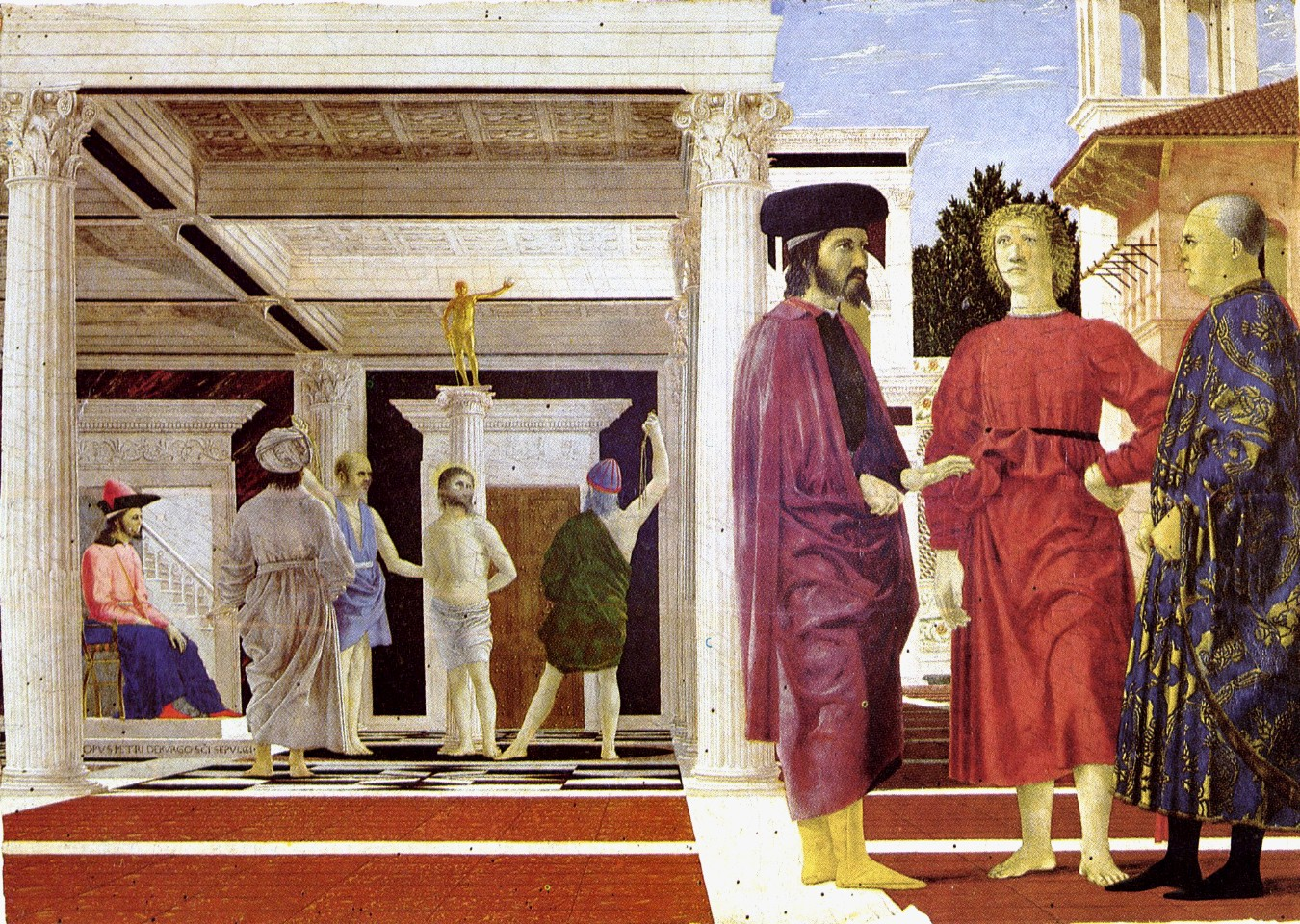
La Flagellazione

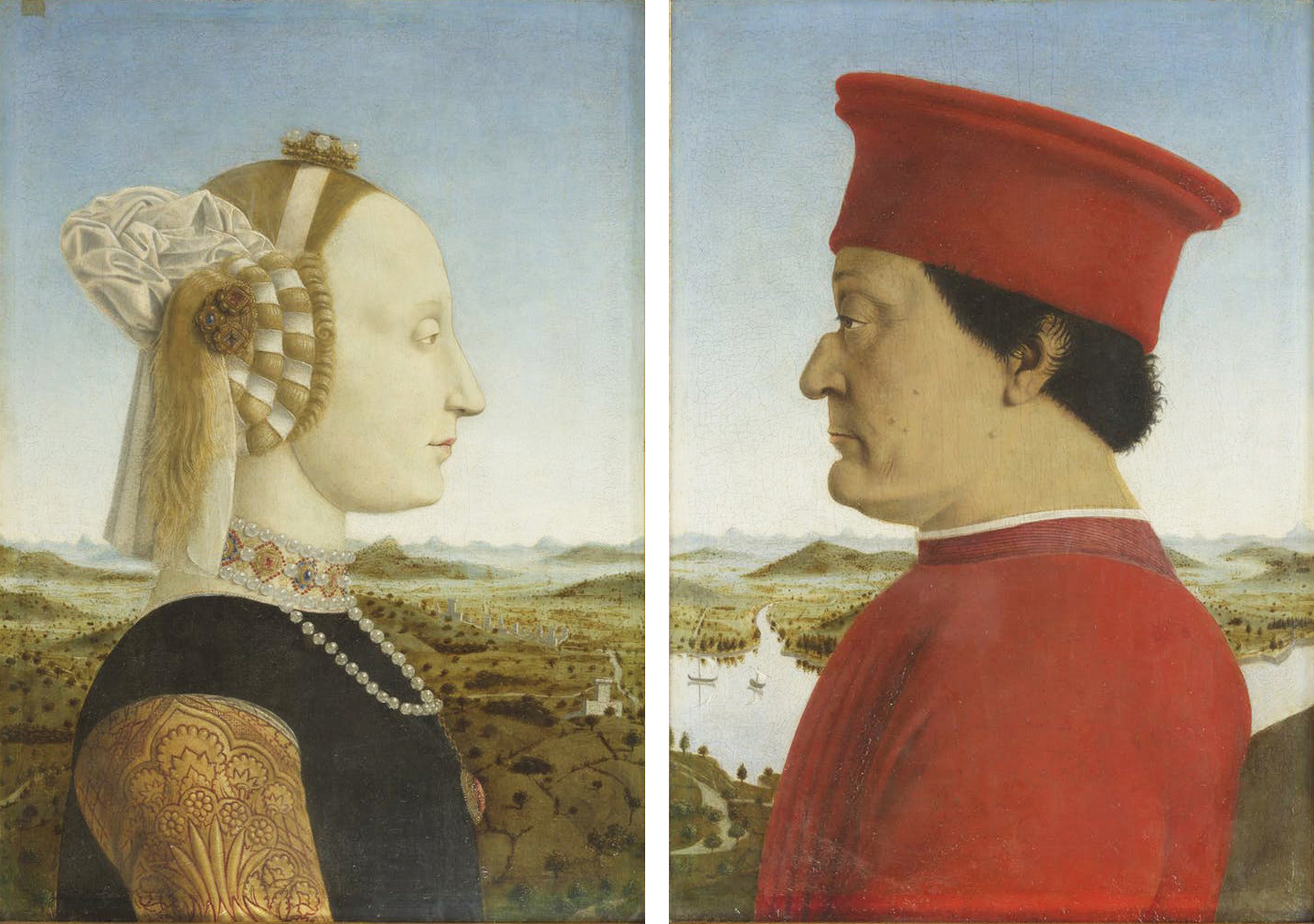
Doppio ritratto dei duchi di Urbino

Piero della Francesca è considerato a buon diritto uno dei protagonisti e promotori della cultura urbinate, seppure non fosse marchigiano né di nascita né di formazione, bensì toscano. Ma fu proprio a Urbino che il suo stile raggiunse un insuperato equilibrio tra l'uso di rigorose regole geometriche e il respiro serenamente monumentale delle sue pitture. Non è pienamente chiarito il suo rapporto con la corte di Federico da Montefeltro, soprattutto riguardo alla frequenza e alla durata dei suoi soggiorni, nel quadro di una vita ricca di spostamenti scarsamente documentati. Si ritiene plausibile almeno un soggiorno a Urbino tra il 1469 e il 1472, dove portò il suo stile già delineato nei tratti fondamentali fin dalle prime prove artistiche e riassumibile nell'organizzazione prospettica dei dipinti, la semplificazione geometrica che investe le composizioni e anche che singole figure, l'equilibrio tra immobilità cerimoniale e indagine sulla verità umana, l'uso di una luce chiarissima che schiarisce le ombre e permea i colori. 
Una delle prime opere forse legate alla committenza urbinate è la Flagellazione, un'opera emblematica dai molteplici livelli di lettura che continua ad appassionare ricerche e studi. La tavola è divisa in due sezioni proporzionate dal rapporto aureo: a destra, all'aperto, tre figure in primo piano, mentre a sinistra, sotto una loggia, si svolge più in lontananza la scena della flagellazione di Cristo vera e propria. La precisissima intelaiatura prospettica coordina i due gruppi, in apparenza estranei l'uno dall'altro, mentre le tinte si accordano ed esaltano a vicenda nella luce chiara, che proviene da fonti diverse. La fissità arcana dei personaggi è accresciuta da elementi insoliti dell'iconografia, in cui si mescolano questioni teologiche e fatti dell'attualità. 
Nel doppio Ritratto dei duchi di Urbino (1465 circa) si nota già un'influenza della pittura fiamminga (si tratta di pittura a olio), nei paesaggi sfumati in profondità estremamente lontana e la cura dei dettagli nelle immediatamente vicine effigi dei duchi. Notevole è lo studio della luce (fredda e lunare per Battista Sforza, calda per Federico), unificata da un forte rigore formale, da un senso pieno del volume e alcuni accorgimenti, come la cornice rosso più rosso degli abiti di Federico, che isolano i ritratti facendoli incombere sullo spettatore. 
Nella Madonna di Senigallia (1470 circa), ambientata in una vano del Palazzo Ducale, Piero fuse mirabilmente una composizione chiara e semplificata con l'uso della luce in maniera poetica. Anche qui si colgono rimandi ai fiamminghi, come la stanzetta sullo sfondo dove si apre una finestra dove filtra un raggio di sole, accendendo riflessi nella chioma dell'angelo antistante. 
Ma le ricerche sull'armonia tra il rigore spaziale e la verità luminosa ebbero il loro migliore esito nella Pala di Brera (1472), già in San Bernardino, dove è ritratto lo stesso Federico da Montefeltro inginocchiato come committente. Figure e ambientazione architettonica sono strettamente collegate, infatti i personaggi sono disposti a semicerchio occupando lo spazio dell'abside in cui è ambientata la scena. I pigmenti usati non sono molti, ma l'uso di diversi leganti permette di ottenere effetti diversi pur mantenendo tinte accordate. Lo spazio è profondo e la luce ne è la protagonista astratta e immobile, che definisce forme e materiali nei più diversi effetti: dalla scura opacità delle povere stoffe dei santi, fino ai riflessi della lucida armatura di Federico.

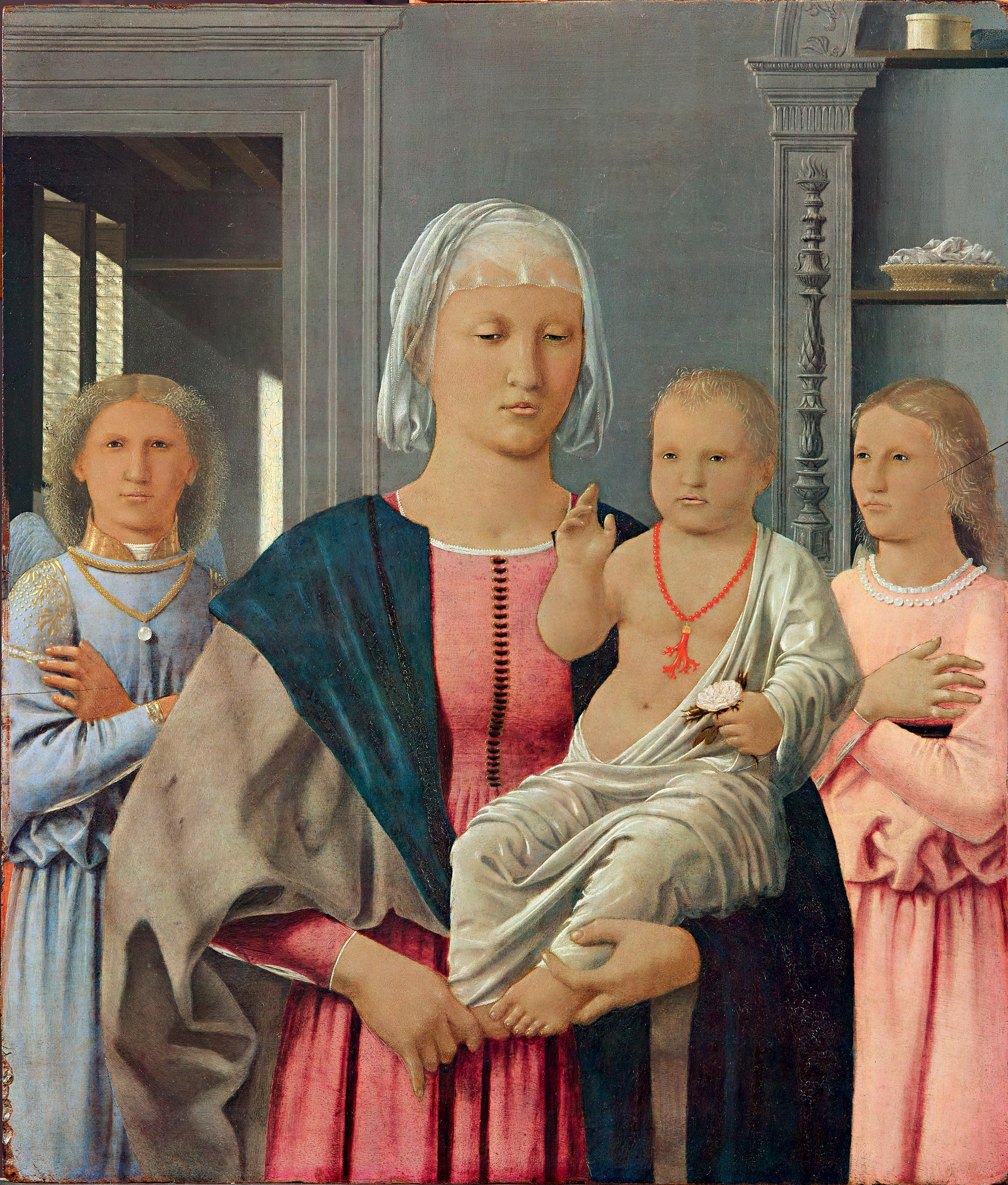
Madonna di Senigallia
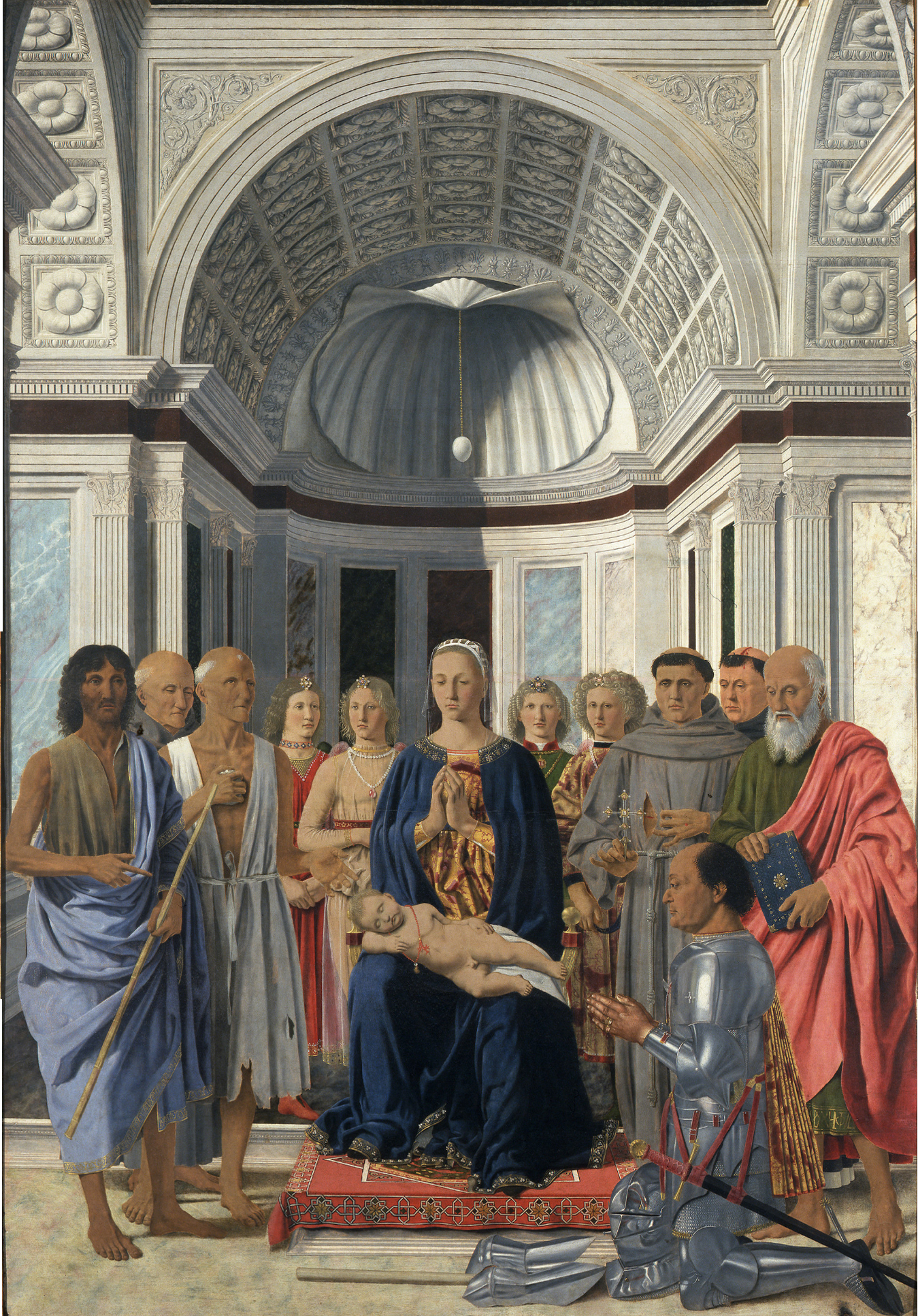
Pala di Brera
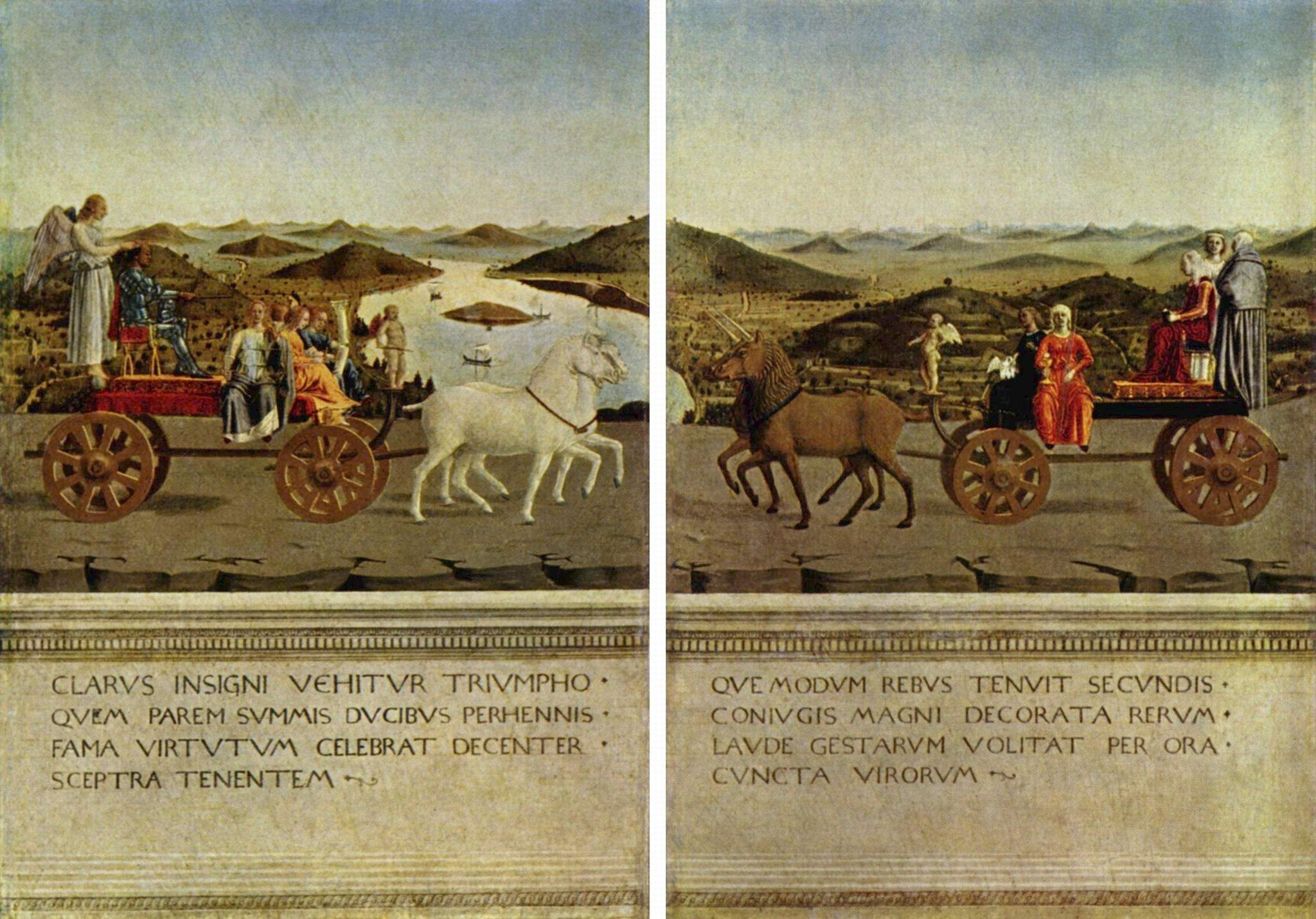
Trionfi dei Duchi di Urbino, retro del doppio ritratto

### Lo Studiolo e la Biblioteca

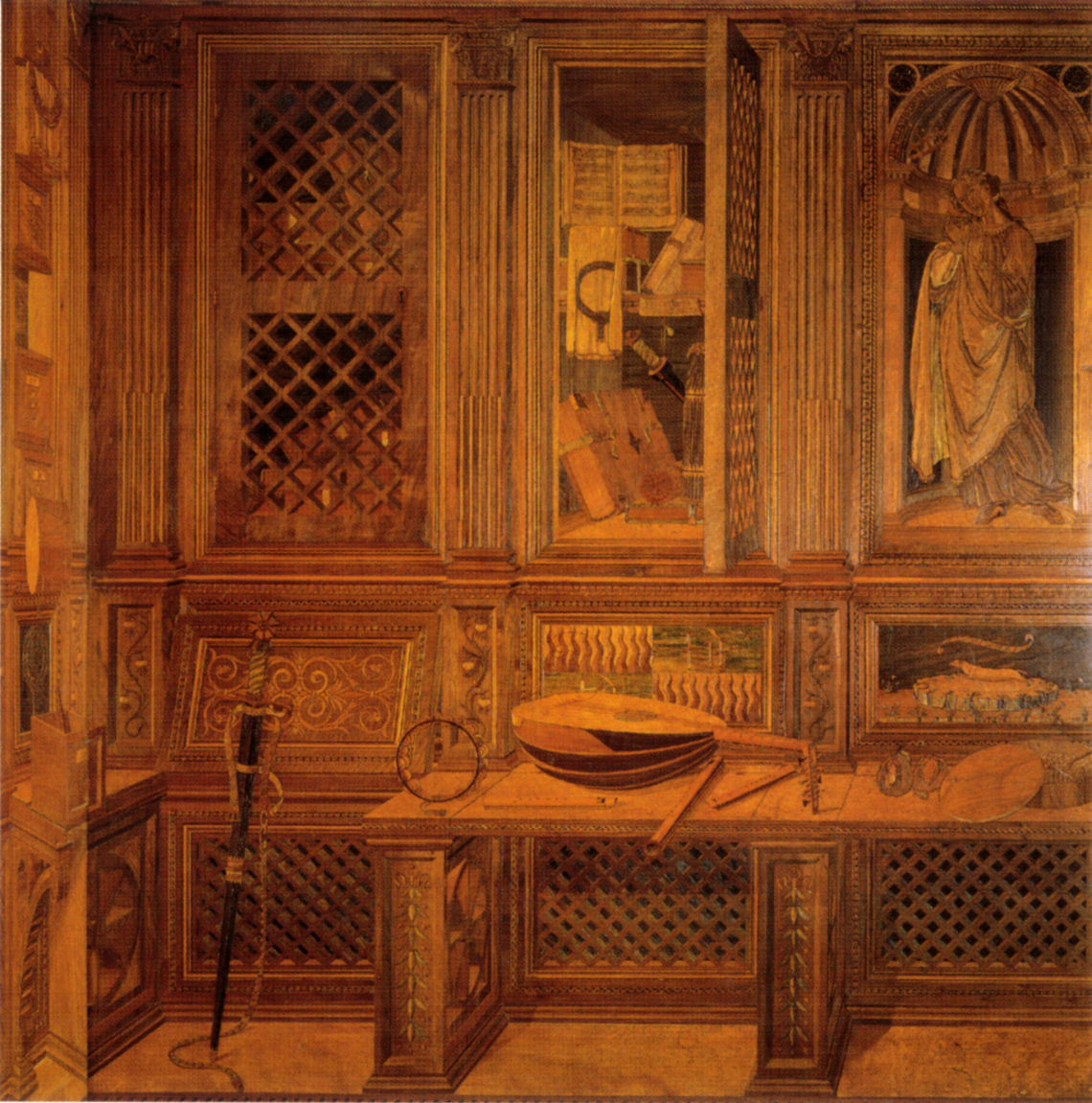
Benedetto, Giuliano da Maiano e bottega, tarsie dello Studiolo

Lo Studiolo di Federico da Montefeltro (1473-1476) è praticamente l'unico degli ambienti interni del palazzo Ducale ad aver conservato in larga parte la propria decorazione originale. Vi si trova un'ornamentazione fastosa, con continui rimandi tra l'architettura reale e quella illusionisticamente rappresentata nelle celebri tarsie lignee (opera di Baccio Pontelli, Giuliano da Maiano e altri artisti per i disegni) e nei dipinti un tempo qui conservati. 

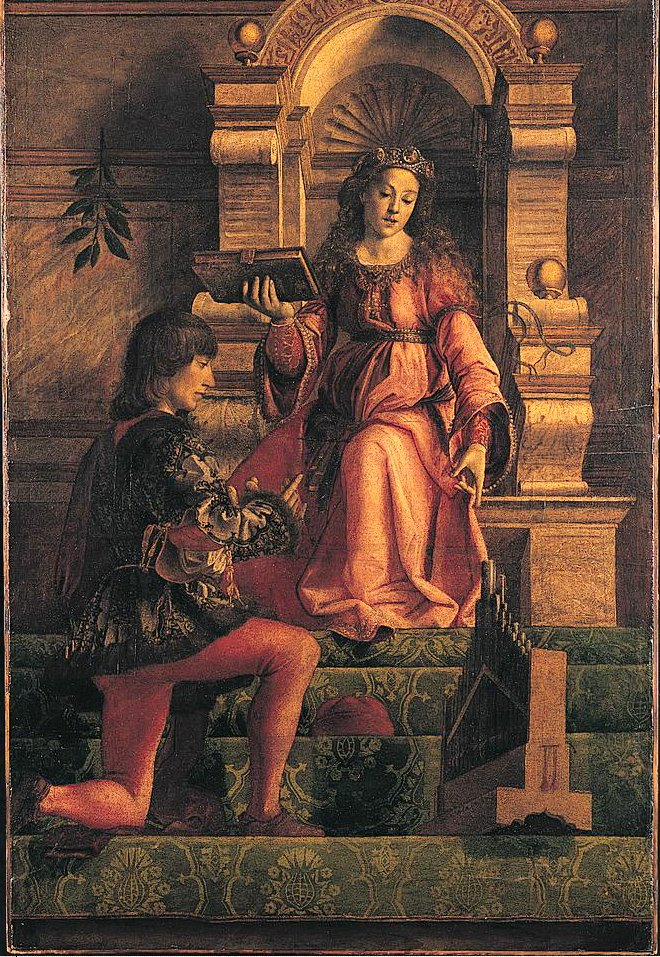
Maestro delle Arti Liberali, Musica, National Gallery di Londra (dalla Biblioteca di Federico)

Originariamente la parte superiore era infatti decorata da un fregio con ventotto ritratti di Uomini illustri del passato e del presente, disposti su due registri, opera di Giusto di Gand e Pedro Berruguete, ed oggi divisi tra il Museo del Louvre e la Galleria Nazionale delle Marche (che li tiene in un'altra sala). 
I ritratti, che comprendevano sia personaggi civili ed ecclesiastici, cristiani e pagani, erano intensificati da un punto di vista leggermente ribassato e dallo sfondo unificato che grazie alla prospettiva creava l'effetto di una galleria reale.
I colori smaglianti e i continui rimandi tra architettura reale e fantastica dovevano creare nello spettatore un effetto di grande meraviglia. Le tarsie sono attribuite a vari autori, come Giuliano da Maiano e, per i disegni, Botticelli, Francesco di Giorgio Martini e il giovane Donato Bramante. Spiccano però le tarsie di Baccio Pontelli, specialista delle complesse costruzioni prospettiche di oggetti geometrici, che creavano un continuo scambio tra realtà e finzione, dilatando lo spazio della stanza altrimenti minuscola. 
Gli oggetti ritratti alludevano ai simboli delle Arti, ma anche alle Virtù (la mazza della Fortezza, la spada della giustizia, ecc.), come se l'esercizio delle prime aprisse la strada alle Virtù stesse. Un ritratto di Federico presenziava e chiariva l'allegoria dell'insieme, che esaltava il Duca come protagonista della parabola virtuosa dei  significati etici e intellettuali della decorazione, che propugnavano il tema della solitudine pensosa, dell'etica e della contemplazione quali nutrimento dell'agire.
La naturale propaggine dello Studiolo era la Biblioteca di Federico da Montefeltro, oggi conservata presso la Biblioteca Apostolica Vaticana, dove si trovava una serie di dipinti alle pareti con le Arti liberali, simboleggiate da figure femminili su troni, che erano composti fortemente scorciati dal basso, al culmine di gradini in uno spazio che continuava idealmente da un dipinto all'altro. Le Arti erano ritratte nell'atto di consegnare le loro insegne a Federico e ad altri personaggi di corte, investendoli come ideali vassalli.

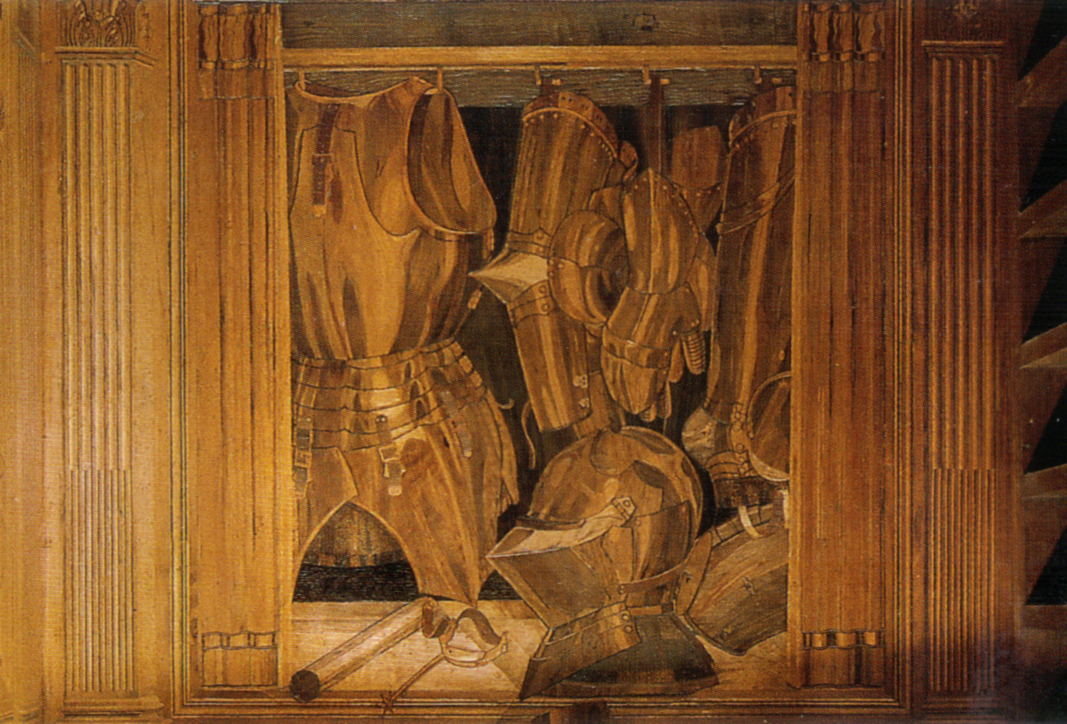
Baccio Pontelli, tarsia con le Armi del Duca
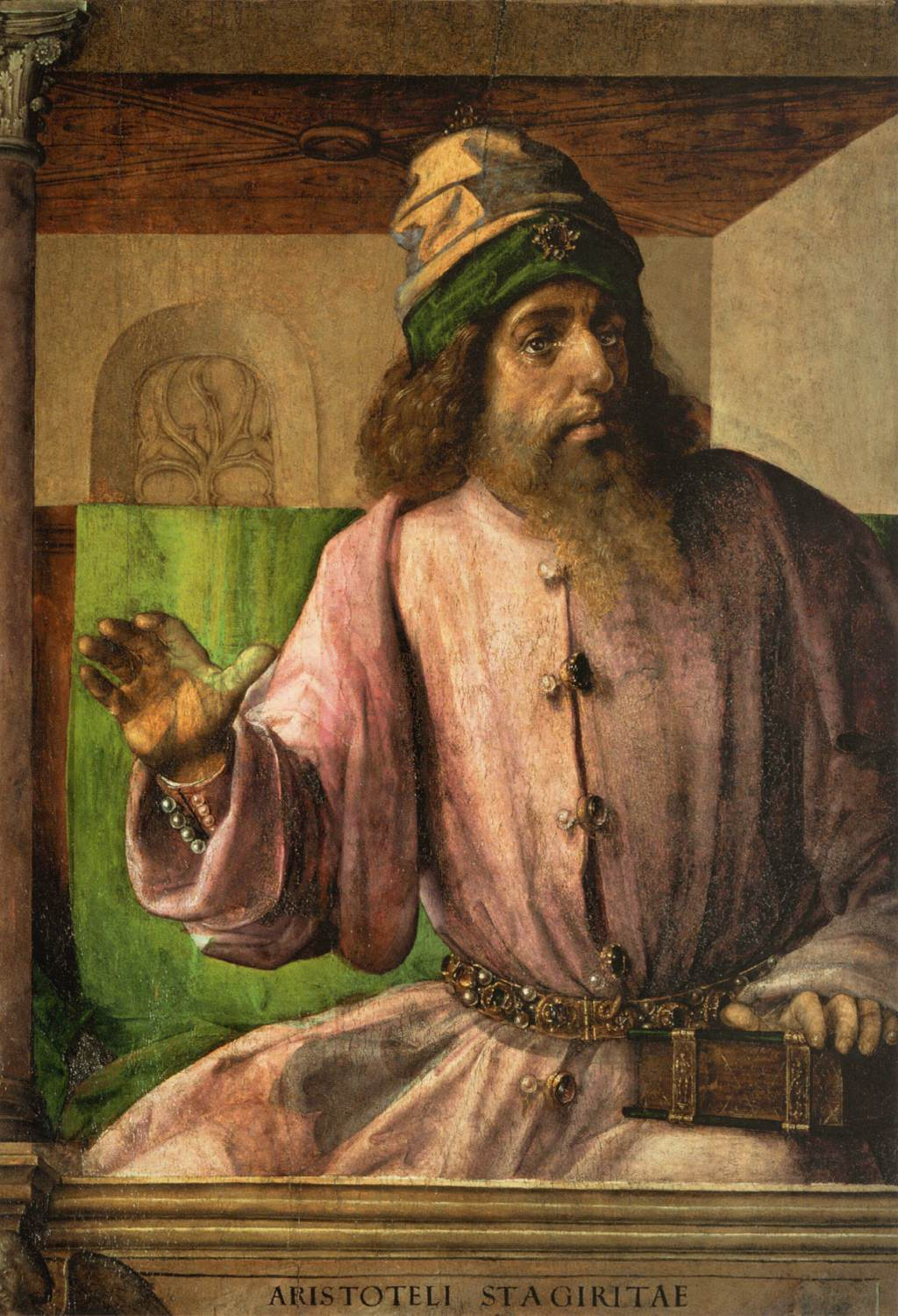
Giusto di Gand, Aristotele
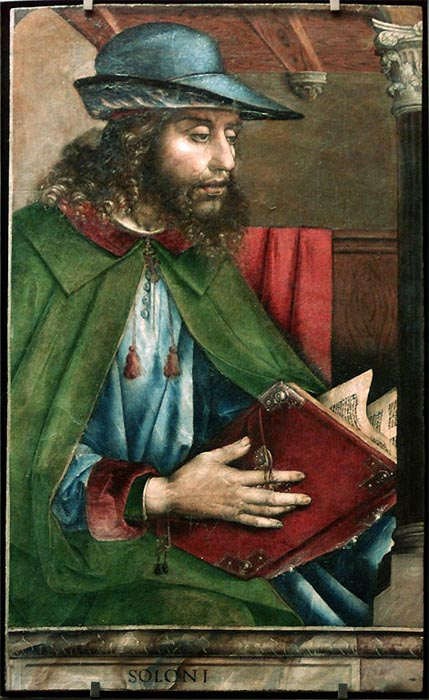
Giusto di Gand e Pedro Berruguete, Solone, Louvre
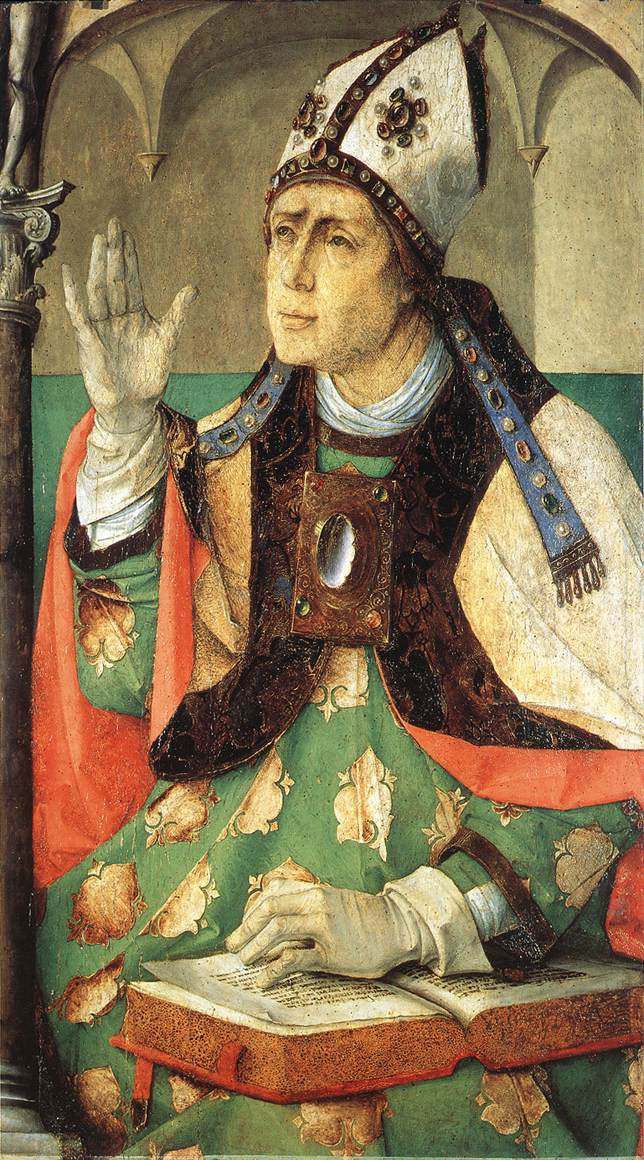
Giusto di Gand, Sant'Agostino, Louvre

## Retaggio e influenza

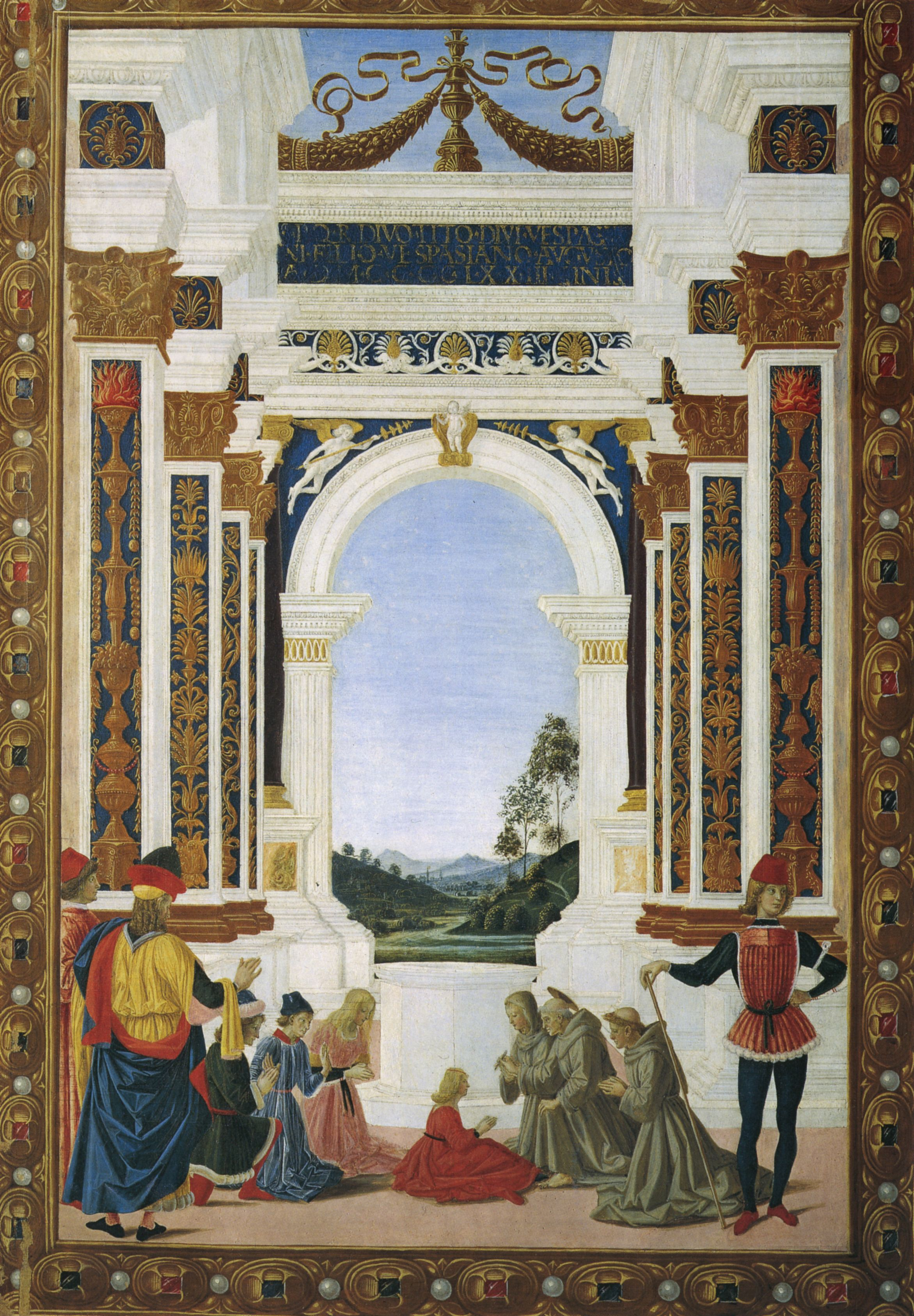
Pietro Perugino, San Bernardino risana da un'ulcera la figlia di Giovanni Antonio Petrazio da Rieti (1473), Galleria nazionale dell'Umbria, Perugia

Il clima rarefatto ed estremamente raffinato della corte di Federico riguardava essenzialmente il Palazzo, ed entro esso si esauriva, non favorendo lo sviluppo di una vera e propria scuola locale. Alla morte del duca le attività artistiche subirono un innegabile arresto, ma grazie al ritorno in patria degli artisti stranieri che vi erano convenuti si assistette a una amplissima diffusione del linguaggio urbinate, con feconde elaborazioni. Gli esempi  più evidenti riguardano gli sviluppi del rapporto tra architettura reale e dipinta, inaugurato da Piero della Francesca e dai curatori delle tarsie delle Studiolo, che venne raccolto da Melozzo da Forlì, che lo esportò a Roma, e dalla nascente scuola perugina, soprattutto negli esordi di Pietro Vannucci detto il Perugino.
Il clima nato nella signoria dei Montefeltro rimase comunque un pilastro nella cultura figurativa locale, influenzando la formazione di due dei principali interpreti del pieno Rinascimento, originari proprio di Urbino: Raffaello e Bramante.

## Il XVI secolo

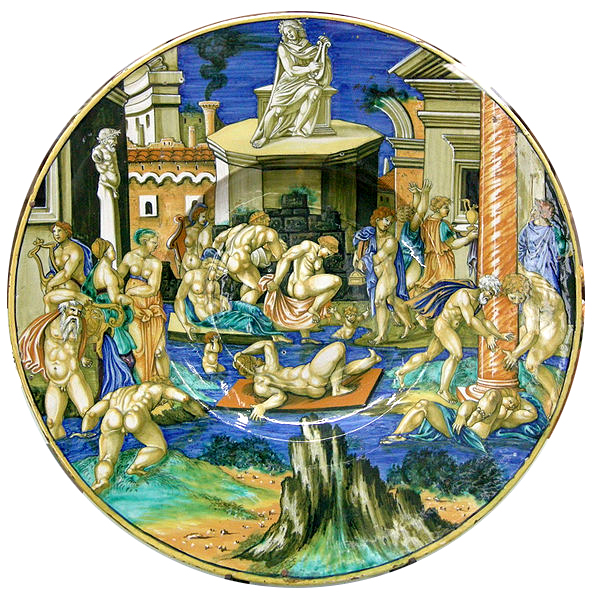
Francesco Xanto Avelli, piatto con Inondazione del Tevere, 1531

Con l'estinzione dei Montefeltro Urbino restò una corte rinascimentale brillante, anche se non più in prima linea nell'avanguardia, grazie ai Della Rovere. La corte, dotata di grande eleganza e gusto, fu committente di Tiziano, che vi realizzò ad esempio la celebre Venere d'Urbino. Nei primi decenni del XVI secolo raggiunse il culmine la produzione delle celebri ceramiche istoriate, con artisti come Francesco Xanto Avelli e Niccolò Pellipario, detto Nicola da Urbino, a cui seguirono, nella seconda metà del secolo, le fiorenti botteghe dei Fontana e dei Patanazzi. In quel periodo la città divenne un centro all'avanguardia nella produzione pittorica controriformata, grazie a Federico Barocci.